# Arthur Machado
Arthur Machado (1 de gener de 1909 - 20 de febrer de 1997) fou un futbolista brasiler.

## Selecció del Brasil
Va formar part de l'equip brasiler a la Copa del Món de 1938.